# Jerry Jemmott
Jerry Jemmott, apodado Gerald "Fingers" Jemmott, Rasan Mfalme, o The Groovemaster es un bajista de sesión estadounidense. 

## Biografía
Gerald Joseph Stenhouse Jemmott nació y creció en la ciudad de Nueva York. Comenzó a tocar el bajo a la edad de 10 años, tras descubrir al legendario Paul Chambers. Con 12 años comenzó a tocar en público y a estudiar a Charlie Mingus intensamente. En 1965 fue descubierto por el saxofonista de R'n'B King Curtis, grabando con él su primer disco al año siguiente. A través de la conexión con Curtis, Jemmott comenzó su carrera como músico de sesión para Atlantic Records, grabando para un buen número de artistas, como Aretha Franklin, Wilson Pickett, The Rascals, Clarence Carter, Don Covay, Roberta Flack, B.B. King, Freddie King, Otis Rush, Champion Jack Dupree, Herbie Hancock, Freddie Hubbard, Les McCann, Eddie Harris, Shirley Scott, Houston Person, George Benson, Archie Shepp, Lionel Hampton, Herbie Mann, Eddie Palmieri, o Richard "Groove" Holmes entre otros muchos.
Independientemente de su actividad como músico de sesión, Jemmott ha editado varios libros y otros materiales didácticos, incluyendo un vídeo con el legendario Jaco Pastorius. Actualmente, al tiempo que mantiene sus actividades como educador musical, Jemmott trabaja como músico contratado con The Gregg Allman Band, uno de los integrantes de Allman Brothers.

## Valoración
Uno de los más preeminentes bajistas de finales de la década de los 60 y de principios de los 70, Jerry Jemmott exhibe un currículum que pocos músicos de sesión pueden igualar, habiendo participado en las grabaciones de algunos de las más importantes figuras del Blues, del Soul y del Jazz. Su estilo, original, funky y sincopado, llamó la atención del mismísimo Jaco Pastorius, que citaba a Jemmott como una de sus principales influencia
Jerry Jemmott received the 2001 Bass Player Magazine’s Lifetime Achievement Award
Actualmente Jemmott usa una reedición del Fender Jazz Bass del 62, cuerdas Ken Smith y amplificador Ampeg SVT-6PRO con dos pantallas SVT-15E

## Discografía seleccionada
Con King Curtis
- Instant Groove - Atco SD 33-293
- King Curtis Live At Fillmore West - Atco SD 33-359
- Everybody’s Talkin’ – Atco SD 33-385

Con King Curtis & Champion Jack Dupree
- Blues at Montreaux – Atlantic 781389-2

Con B.B. King
- Live & Well – MCA 31191
- Completely Well – MCA 31039p
- Guess Who

Con Aretha Franklin
- Aretha Now – Atlantic 8186
- This Girl’s In Love with You – Rhino – 71524
- Aretha Live At Fillmore West – Atlantic 7205

Con Freddie King
- Freddie King Is A Blues Master – Atlantic 790345 -2
- My Feeling For The Blues – 90352-2

Con Nina Simone
- Nina Simone Sings The Blues – RCA SP 3789

Con Roberta Flack
- Newport In New York ’72 Volume 3 – Kory KK 2002
- Killing Me Softly – Atlantic 82793 -2

Con Margie Joseph
- Margie Joseph – Atlantic SD 77208

Con Howard Tate
- Howard Tate – Atlantic SD 8303

Con The Rascals
- Freedom Suite – Atlantic SD 2-901

Con Wilson Pickett
- Hey Jude – Atlantic 7567 – 80375-2

Con Irene Reid
- The World Needs What I Need – Polydor 24 4040

Con Erroll Garner
- Feeling Is Believing – Mercury SR6 - 1308

Con Herbie Hancock
- Mwandishi – Warner Archives 45732

Con George Benson
- The Other Side of Abbey Road – A&M SP 3028

Con The Thad Jones and Mel Lewis Orchestra
- New Life – Horizon SP 707

Con Freddie Hubbard
- A Soul Experiment – Atlantic SD 1526

Con Archie Shepp
- Attica Blues – Impulse/Abc AS - 9222

Con Gil Scott Heron
- The Revolution Will Not Be Televised – Flying Dutchman BDL 1-160

Con Herbie Mann
- Push Push – Atlantic (Embryo SD 532)

Con Paul Desmond
- Bridge Over Troubled Water – A&M SP 3032

Con Les McCann & Eddie Harris
- Second Movement – Atlantic 1583 & Label M 5708

Con Richard “Groove” Holmes
- Comin’ On Home – Blue Note CD 38701

Con Shirley Scott
- Shirley Scott And The Soul Saxes – Atlantic 1532

Con Lou Donaldson
- Cosmos – Blue Note BST – 84370

Con John Murtaugh
- Blues Current – Polydor 24 4016

Con Gary McFarland
- America The Beautiful – Skye SK - 8

Con Hank Crawford
- Mr. Blues Plays Lady Soul – Atlantic 1523

Con Eddie Palmieri
- Harlem River Drive – Roulette SR 3004

Con Don Covay
- Hot Blood – Mercury SRM –1-1020
- Mercy Mercy The Definitive Don Covay – Razor & Tie RE 2053
- Checkin’ In Con Don Covay – Polygram 836030

Con The Main Ingredient
- All Time Greatest Hits – RCA 9591-2R

Con The Sweet Inspirations
- The Sweet Inspirations – Atlantic SD8155

Con Melba Moore
- Look What You’re Doing To The Man – Mercury 61321

Con The Swordsmen
- Swordsmen – RCA 4245

Con The Voices Of East Harlem
- The Voices Of East Harlem – Just LP 7

Con Dee Dee Warwick
- Foolish Fool - Mercury SR-61221

Con The Players Association
- The Players Association – Vanguard VSD- 79384

Con Cissy Houston
- Presenting Cissy Houston – Commonwealth United

Con Jerry Jeff Walker
- Mr. Bojangles – Atlantic SD 33 259

Con Betty Dylan
- American Trash – Daz Unlimited

Con Bill ”Junior “ Linton & Jerry Jemmott
- The New York View – P-Vine Non Stop PCD – 4769 (Japan)

Con The Bass Project – 2
- Caught In The Low Beam – P-Vine Non Stop PCD – 4742 (Japan)

Con The Best Of The Bass Project
- Fat Bottom Bass – P-Vine Non Stop PCD – 8601(Japan)

Con Jerry Jemmott & Souler Energy
- Make It Happen!!! – WHATCHA GONNA DO – WGD-CD1103
- The Best Of Jerry Jemmott & Souler Energy – WHATCHA GONNA DO – WGD-CD1103C
- Bass On The Case – WHATCHA GONNA DO – WGD-CD1103D

Con Joel Frahm & Bruce Katz
- Project A – Anzic Records